# عبدالحسین جواهر
عبدالحسین جواهر فقیه، شاعر و ادیب شیعه در سدهٔ چهاردهم هجری است. وی فرزند شیخ عبدعلی و نوهٔ محمدحسن نجفی صاحب جواهر و پدر محمدمهدی جواهری است. در سال ۱۲۸۱ ه‍.ق در نجف متولد شد. مقدمات و فقه و اصول را نزد آقارضا همدانی، محمدطه نجفی و آخوند خراسانی گذراند و سپس تدریس فقه را آغاز کرد. در سال ۱۳۳۵ ه‍.ق در نجف درگذشت.